# Ampoigné
Ampoigné is een plaats en voormalige gemeente in het Franse departement Mayenne (regio Pays de la Loire) en telt 520 inwoners (2005). De plaats maakt deel uit van het arrondissement Château-Gontier. Ampoigné is op 1 januari 2018 gefuseerd met de gemeente Laigné tot de gemeente Prée-d'Anjou.

## Geografie
De oppervlakte van Ampoigné bedraagt 21,4 km², de bevolkingsdichtheid is 24,3 inwoners per km².
De onderstaande kaart toont de ligging van Ampoigné met de belangrijkste infrastructuur en aangrenzende gemeenten.

## Demografie
Onderstaande figuur toont het verloop van het inwonertal (bron: INSEE-tellingen).